# Henryk Jędrzejowski
Henryk Jędrzejowski (ur. 14 listopada 1897 w Londynie, zm. prawdopodobnie w 1937 w ZSRR) – polski fizyk, badacz promieniotwórczości, działacz socjalistyczny a następnie komunistyczny.

## Życiorys
Syn działacza socjalistycznego Bolesława Antoniego Jędrzejowskiego i Anny Franciszki Radecke. Uczył się w gimnazjach w Zakopanem i Warszawie. Członek organizacji "Strzelec", następnie żołnierz 1 Pułku Ułanów Legionów Polskich. Wziął udział we wszystkich walkach tego pułku. Od 6 lutego do 4 kwietnia 1917 roku był słuchaczem kawaleryjskiego kursu podoficerskiego przy 1 Pułku Ułanów w Ostrołęce. Kurs ukończył z wynikiem bardzo dobrym. Posiadał wówczas stopień starszego ułana. Latem tego roku, po kryzysie przysięgowym, został internowany w obozie w Szczypiornie. 
Od 1919 roku działacz PPS-Opozycji, a od 1920 - KPP. 1922-1923 prelegent kulturalno-oświatowy na terenie Uniwersytetu Ludowego w Warszawie. W 1923 ukończył studia na Wydziale Elektrotechnicznym Państwowej Szkoły Budowy Maszyn i Elektrotechniki, w której został asystentem pracowni fizycznej profesora Stanisława Landau-Ziemeckiego. W latach 1923–1927 odbył studia doktoranckie w Paryżu, gdzie współpracował z Marią Curie. Prowadził badania m.in. nad promieniami alfa wysyłanych przez rad. Zajmował się problemem oznaczania temperatury krytycznej kondensacji radonu i zagadnieniem ruchliwości radioizotopów na powierzchni ciał stałych. Był członkiem Polskiego Towarzystwa Fizycznego. Członek Centralnego Wydziału Zawodowego Komitetu Centralnego KPP, organizował strajki robotnicze. 15 września 1932 roku został aresztowany za działalność komunistyczną. Zwolniony za kaucją. W lutym 1933 roku wyjechał do ZSRR. Jego dalsze losy są nieznane. Prawdopodobnie padł ofiarą czystek stalinowskich.

## Rodzina
Jego żoną była Jadwiga Jędrzejowska, z którą miał córkę.